# PZA Loara
 (septembre 2022).
Si vous disposez d'ouvrages ou d'articles de référence ou si vous connaissez des sites web de qualité traitant du thème abordé ici, merci de compléter l'article en donnant les références utiles à sa vérifiabilité et en les liant à la section « Notes et références ».
Le PZA Loara (en polonais : Przeciwlotniczy Zestaw Artyleryjski ou "système d'artillerie antiaérienne") est un canon antiaérien automoteur blindé polonais dirigé par radar. Le prototype original du PZA Loara était basé sur le châssis du char T-72M. La version de production connue sous le nom de PZA Loara-A est basée sur le châssis du PT-91 MBT, un seul prototype a été construit.

## Description
Le système a été développé en Pologne à la fin des années 1990 par RADWAR SA en coopération avec de nombreux partenaires publics et industriels. Les travaux sur le projet ont commencé en 1994. Un prototype fonctionnel a été achevé en l'an 2000, qui a ensuite été soumis à des essais de tir réel en septembre. Il était initialement prévu que le programme LOARA inclurait également une version armée de missiles du système - appelée PZR Loara - une version armée de missiles du véhicule basée sur le PZA et partageant environ 70 % de pièces communes. Le PZR a finalement été annulé.
Les premiers prototypes ont été construits sur un châssis de char T-72M modifié, qui a vu le compartiment du conducteur déplacé sur le côté gauche de la coque, le système de suspension à barre de torsion renforcé et le véhicule a reçu une unité d'alimentation auxiliaire avec des batteries de plus grande capacité nécessaires pour faire fonctionner l'électronique de bord. Le véhicule de production actuel est basé sur le châssis du char PT-91 "Twardy" et monte une grande tourelle rotative blindée pilotée par le commandant du véhicule et le mitrailleur / opérateur. La tourelle est une conception de plaque soudée capable de protéger l'équipage contre les tirs d'armes légères et les éclats d'obus. La tourelle contient deux paniers (2x6) de déchargeurs de fumée et deux Oerlikon KDA 35 mm canons automatiques reliés à un radar de conduite de tir (comme sur Flakpanzer Gepard).
Le KDA est construit sous licence en Pologne par Huta Stalowa Wola. Il s'agit d'une arme à emprunt gaz avec un mécanisme d'alimentation à double courroie, entraînée par une tige de commande à piston à gaz montée latéralement. Le canon cannelé refroidi par air a une torsion de rayure variable et est équipé d'un dispositif de bouche qui relaie les vitesses initiales à l'ordinateur de contrôle de tir. Les canons gauche et droit ne sont pas interchangeables car leurs systèmes d'alimentation nécessitent une configuration de montage différente pour chaque canon. Le canon tire la cartouche de calibre 35 × 228 mm avec plusieurs types de munitions, y compris les cartouches "intelligentes" Ahead (qui ont un fusible programmable et une capacité d'éjection de charge utile directionnelle, permettant l'engagement de missiles et d'autres très petites cibles) et des FAPDS sous-calibrés. La munition HE est stockée dans un magasin à la base du panier de la tourelle qui a une capacité de 2x210 cartouches. Les ceintures avec des munitions perforantes (20 cartouches par ceinture) sont transportées dans de grands magasins à l'extérieur de la tourelle. Les systèmes d'entraînement de la tourelle et du canon sont électriques.
Le Loara est une unité de tir autonome capable d'effectuer ses tâches de manière indépendante ou d'agir en tant que composant d'un réseau de défense aérienne plus large. Le système dispose de deux radars : un radar de recherche 3D avec un interrogateur IFF intégré et un radar d'engagement Ericsson Eagle Mk 1. Le radar de recherche a une portée de 26 km et est capable de suivre et d'identifier jusqu'à 64 cibles à la fois. Le système radar peut également être utilisé en déplacement, actualisant ses données à chaque seconde. Le système dispose également d'un télémètre laser DL-1, d'une caméra de télévision diurne KTVD-1 ainsi que d'un Sagem Iris FLIR donnant au système à la fois des capacités jour/nuit par tous les temps et la capacité de fonctionner entièrement passivement dans un environnement fortement saturé. environnement par la guerre électronique. Le Loara a un temps de réaction inférieur à 10 secondes[réf. nécessaire] ; le balayage et l'acquisition initiaux de la cible pendant le déplacement sont effectués par le commandant du véhicule au moyen de son périscope panoramique stabilisé 8x PSPD-1 développé par PCO SA Le système peut engager des avions volant à très basse altitude jusqu'à 5 000 m, et volant à des vitesses jusqu'à 500 m/s. Il est également efficace contre des cibles terrestres et navales légèrement blindées.
Le PZA Loara est en outre équipé d'une combinaison NRBC complète, de la climatisation du compartiment de l'équipage.

## Anciens opérateurs
- Pologne: un prototype retiré du service en 2013

## Prix
Il a reçu deux prix au salon International Defence Industry de Kielce en 2004:
- Défenseur 2004
- Grand-Prix 2004